# Яковлев, Александр Михайлович
Александр Михайлович Яковлев (1862—1905) — русский актёр.

## Биография
Родился в 1862 году в семье известного провинциального актёра и постановщика Михаила Фёдоровича Яковлева.
Входил в труппу московского Русского театра Ф. А. Корша.
Познакомившись с художником В. В. Верещагиным, выступил моделью для серии портретов императора Наполеона.
В письме к члену таганрогской городской управы П. Ф. Иорданову Антон Павлович Чехов писал 19 мая 1898 года из Мелихово: «… Из наших таганрожцев, родившихся в Таганроге или учившихся в таганрогской гимназии, я пока могу вспомнить только следующих: … Александр Михайлович Яковлев (Москов. театр Корша), артист…».
К. С. Станиславский писал в июле 1897 года Немировичу-Данченко, когда они набирали артистов перед открытием Художественного театра: «Если бы Коршевский Яковлев согласился на наши скромные условия (чего, конечно, быть не может), я бы взял и его; он, кажется, серьезный актер, желающий работать, и, как мне передавали, порядочный человек».
Умер 12 июня 1905 года.